# Les Époux terribles
Pour plus de détails, voir Fiche technique et Distribution.
Les Époux terribles (titre original : Nata di marzo) est un film franco-italien réalisé par Antonio Pietrangeli, sorti en 1958.

## Synopsis
Péripéties des débuts tourmentés d'une vie de couple avant le rabibochage final.

## Fiche technique
- Titre français : Les Époux terribles
- Titre original : Nata di marzo
- Réalisation : Antonio Pietrangeli
- Scénario : Antonio Pietrangeli, Agenore Incrocci, Furio Scarpelli, Ruggero Maccari et Ettore Scola
- Photographie : Carlo Carlini
- Musique : Piero Piccioni
- Montage : Eraldo Da Roma
- Pays de production :  Italie |  France
- Langue : Italien
- Format : Noir et blanc — 35 mm — 1,37:1 — Son : Mono
- Genre : Comédie
- Dates de sortie : 
  - Italie : février 1958
  - France : 15 avril 1960
- Affiche : René Lefèbvre (France)

## Distribution
- Jacqueline Sassard : Francesca
- Gabriele Ferzetti : Sandro
- Mario Valdemarin (en) : Carlo
- Tina De Mola : Nella

Acteurs non crédités
- Eraldo Da Roma : Tito
- Gina Rovere : une prostituée